# Elena Johnson
Elena Clare Johnson (* 2. November 1985) ist eine für England startende Badmintonspielerin aus Guernsey. 

## Karriere
Elena Johnson gewann 2003 bei den Island Games die Dameneinzelkonkurrenz. 2002 und 2006 nahm sie an den Commonwealth Games teil. Bei beiden Starts wurde sie 17. im Dameneinzel.

## Sportliche Erfolge
| Saison | Veranstaltung | Disziplin   | Platz | Name                                  |
| ------ | ------------- | ----------- | ----- | ------------------------------------- |
| 2001   | Island Games  | Dameneinzel | 2     | Elena Johnson                         |
| 2001   | Island Games  | Damendoppel | 2     | Elena Johnson / Sarah Le Moigne       |
| 2003   | Island Games  | Dameneinzel | 1     | Elena Johnson                         |
| 2003   | Island Games  | Damendoppel | 2     | Elena Johnson / Wendy Trebert         |
| 2005   | Island Games  | Dameneinzel | 2     | Elena Johnson                         |
| 2005   | Island Games  | Damendoppel | 2     | Elena Johnson / Lisa Hayward          |
| 2005   | Island Games  | Mixed       | 3     | Kevin Le Moigne / Elena Johnson       |
| 2013   | Island Games  | Dameneinzel | 1     | Elena Johnson                         |
| 2013   | Island Games  | Damendoppel | 3     | Elena Johnson / Sarah Garbutt         |
| 2017   | Island Games  | Damendoppel | 3     | Elena Johnson / Chloe Le Tissier      |
| 2017   | Island Games  | Mixed       | 1     | Ove Toennes Svejstrup / Elena Johnson |
| 2017   | Jersey Open   | Mixed       | 1     | Jordan Trebert / Elena Johnson        |
| 2019   | Island Games  | Damendoppel | 2     | Elena Johnson / Chloe Le Tissier      |
| 2019   | Island Games  | Mixed       | 3     | Ove Toennes Svejstrup / Elena Johnson |